# Ogres Servisa Centrs

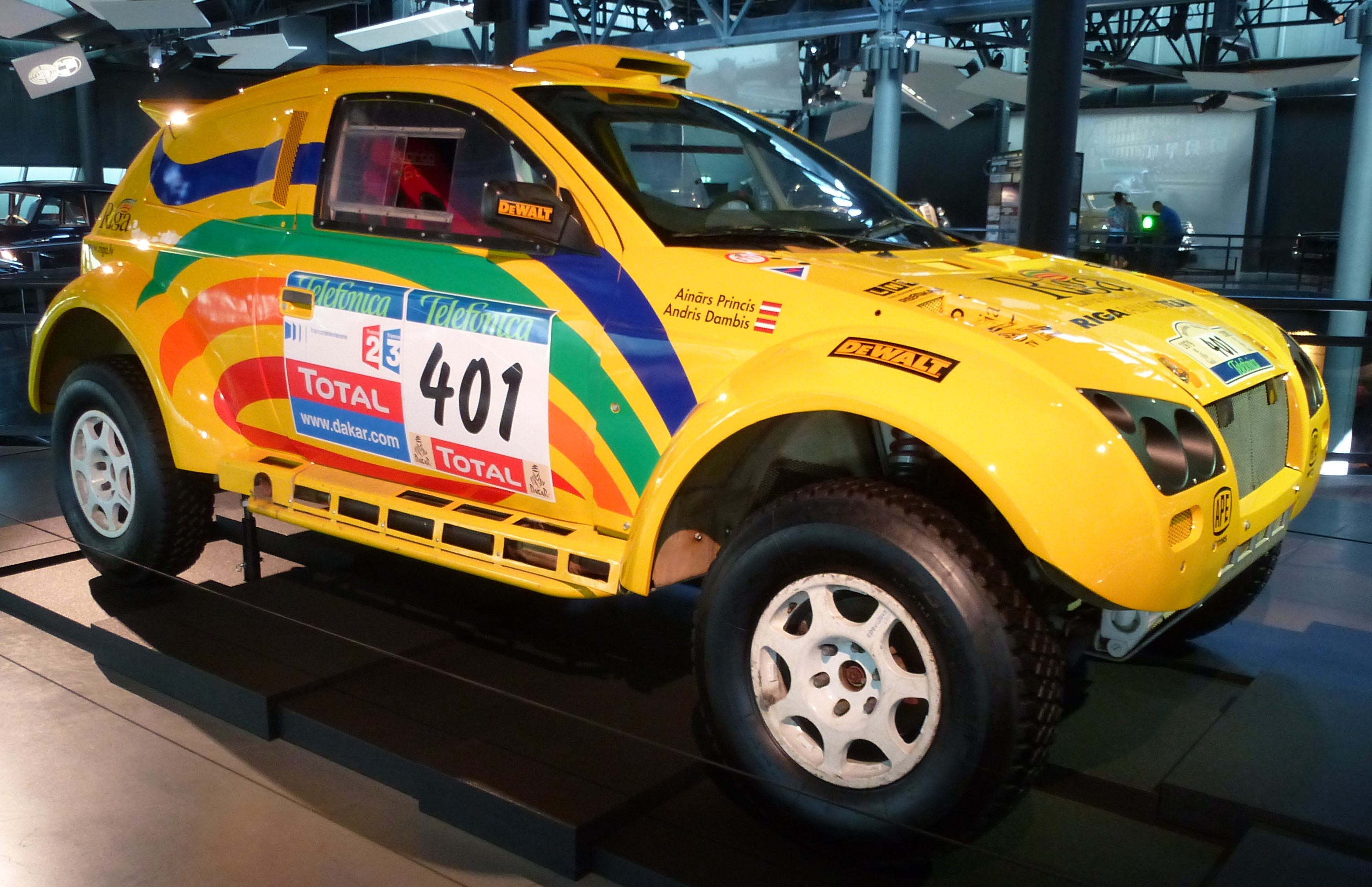
Oscar von 2003

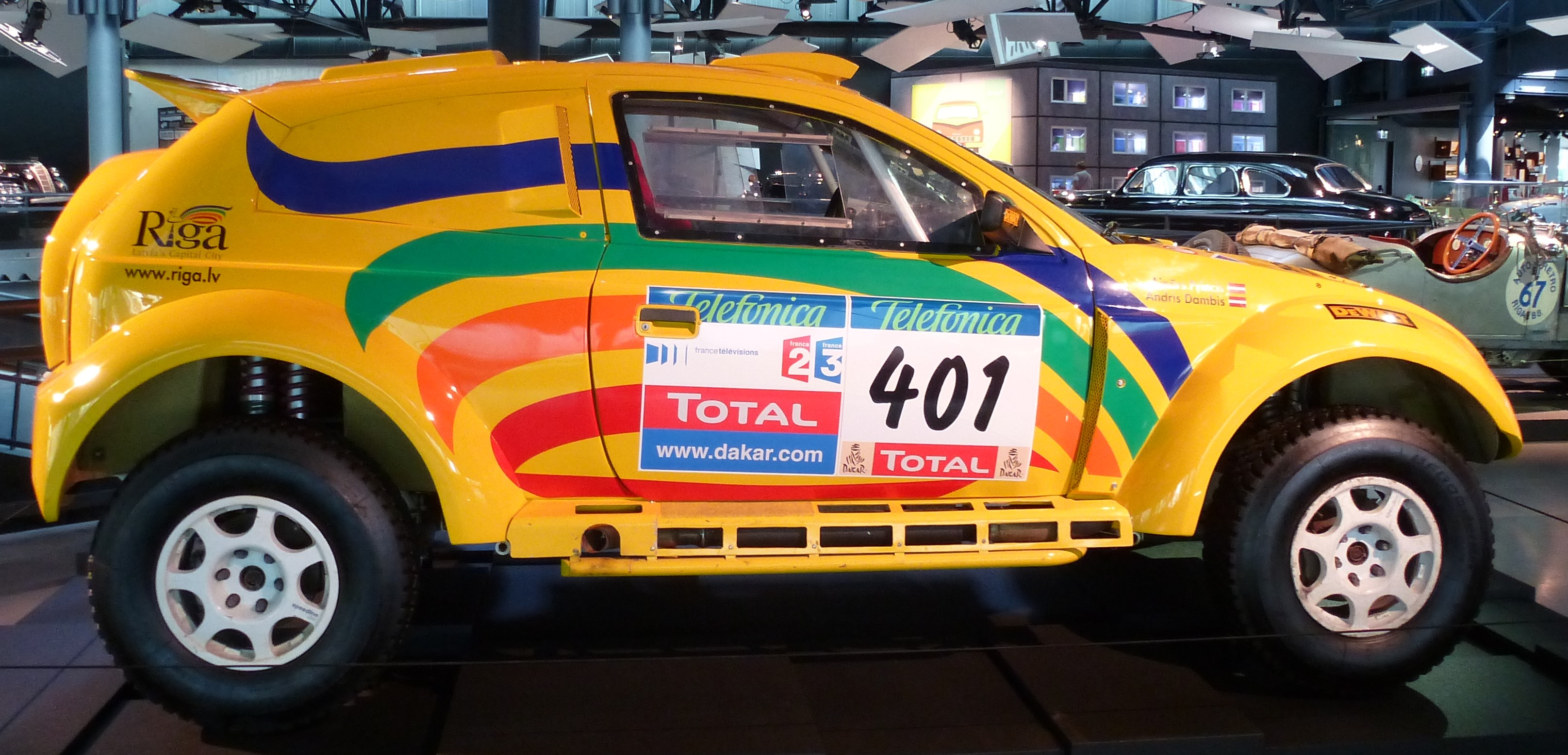
Seitenansicht

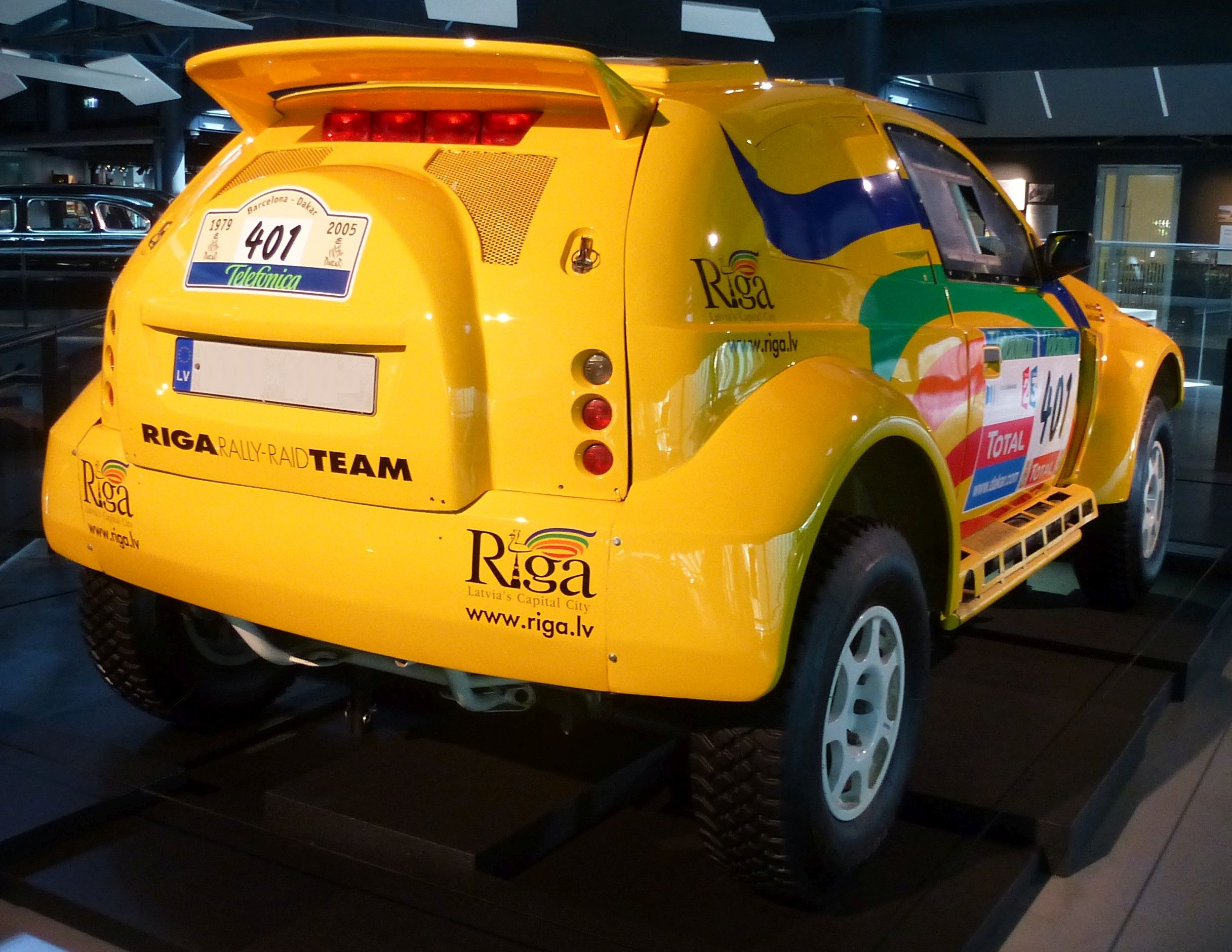
Heckansicht

Ogres Servisa Centrs ist ein lettischer Hersteller von Automobilen.

## Unternehmensgeschichte
Das Unternehmen wurde 1983 in Ogre gegründet. 2003 begann unter Leitung von Andris Dambis die Produktion von Automobilen. Der Markenname lautet Oscar (Eigenschreibweise OSCar). 

## Fahrzeuge
Das Unternehmen stellt Fahrzeuge für Rallyes her. Das erste, 2003 vorgestellte Modell Oscar verfügte über einen Achtzylindermotor mit 3982 cm³ Hubraum und 236 PS. Die Höchstgeschwindigkeit war mit 170 km/h angegeben. 2005 verfügten der Oscar über einen Achtzylindermotor von Chevrolet mit 5665 cm³ Hubraum und 310 PS. Damit waren 180 km/h möglich. Der 2006 vorgestellte Oscar 03 war identisch motorisiert. Alle Fahrzeuge verfügen über einen Radstand von 290 cm.

## Einsätze bei der Rallye Dakar
Die Fahrzeuge werden mit Erfolg bei der Rallye Dakar eingesetzt. 2004 nahm das Team Rallye Raid Riga mit drei Oscar-Fahrzeugen teil: Andris Lukstins mit Beifahrer Ivars Krauklis, Andris Lambis mit Beifahrer Ainars Princis sowie Janis Azis mit Beifahrer Valdis Purvinskis. 2005 nahm das gleiche Team erneut mit drei Fahrzeugen teil: Janis Azis mit Beifahrer Ainars Princis, Maris Saukans mit Beifahrer Didzis Zarins sowie Igor Skoks mit Beifahrer Agris Pikis. 2006 fuhren zumindest Maris Saukans und Andris Dambis mit der Startnummer 420 mit. 2012 nahmen Maris Saukans und Andris Dambis erstmals mit einem Elektroauto mit Reichweitenverlängerer teil und erreichten den 77. Platz.